# Козлов, Пётр Фёдорович
Пётр Фёдорович Козлов (29 июня 1903, Сулак, Самарская губерния — 25 августа 1978, Москва) — в годы Гражданской войны юный боец Чапаевской дивизии.

## Биография
Родился в 1903 году в селе Сулак Самарской губернии (позднее — Балаковского уезда, ныне — Саратовской области).
В 1917 году 14-летним подростком вступил в красный отряд односельчанина И. В. Топоркова, соратника Василия Чапаева. Участвовал в боях и походах Гражданской войны с 1918 до начала 1919 года как боец 1-го Николаевского — 217-го Пугачевского полка Чапаевской дивизии. Принимал участие в освобождении Самары, Уральска, подавлении банд Серова и Попова. За храбрость и смелость был награждён именным оружием и сфотографирован по приказу Реввоенсовета.
По возвращении с фронта учился в совпартшколе, в начале 1920-х был одним из организаторов комсомола в Самарской губернии — организатор первой комсомольской ячейки в Балакове, секретарь Балаковского укома, член Самарского Губкома (1922—1923). Член ВКП(б) с 1928 года.
В 1924—1929 годах учился в Институте востоковедения им. Н. Н. Нариманова при ЦИК СССР.
Работал переводчиком с китайского, работал в Коминтерне по подготовке китайских военно-политических кадров.
В годы Великой Отечественной войны служил на Дальнем Востоке — гвардии подполковник, старший инструктор 7-го отдела Политуправления фронта по работе среди войск и населения противника. Участник Советско-японской войны — принимал участие в освобождении Китая в частях 39-й армии. Награждён медалями «За победу над Германией» и «За победу над Японией».
После войны служил советником по восточным странам в городе Дальний (Китай). В 1947 году награждён медалью «За боевые заслуги».
С 1953 года — на редакторской работе: руководил редакцией восточных стран в Агентство печати «Новости», редактор в издательствах «Прогресс» и «Издательство иностранной литературы».
В 1956—1964 год заведовал отделом перевода в Обществе советско-китайской дружбы, принимал участие в издании журнала общества.
Персональный пенсионер республиканского значения.
Автор рассказов-воспоминаний о В. И. Чапаеве и чапаевцах, был консультантом снятого в 1968 году фильма «Орлята Чапая».
Умер в 1978 году в Москве.